# Gerhard Wilhelm Kunze
Gerhard Wilhelm Kunze (* 10. Januar 1906 in Camden, New Jersey; † unbekannt) war ein deutschstämmiges führendes Mitglied des nationalsozialistischen Amerikadeutschen Bundes. Er war von 1937 bis September 1939 Propagandachef und nach der Verhaftung des Führers Fritz Julius Kuhn zuerst geschäftsführender und ab September 1940 bis kurz vor dem Kriegseintritt der USA im Dezember 1941 regulärer Führer des Bundes, als dieser aber bereits rapide in Auflösung sich befand. Kunze wurde 1942 nach dem Espionage Act als einer der Mitverschwörer von Anastassi Andrejewitsch Wonsjazki angeklagt und nach einem Plea deal zu 15 Jahren Gefängnis verurteilt.

## Berufliches und Privatleben
Kunze hatte einen High-School-Abschluss und besuchte berufliche Weiterbildungskurse bei verschiedenen Abendschulen im mechanischen und elektrischen Bereich, war beruflich unstet: er arbeitete in verschiedenen Berufen, wie Lastwagenfahrer, Chauffeur und Stewart auf einem Hochseeschiff in den USA, Mexico und Trinidad. Ab 1937 war er hauptberuflich beim Bund beschäftigt. 
Kunze reiste bis Ende der 1930er Jahre häufiger nach Deutschland, wo er 1930 in ihrer Heimatstadt Oberlungwitz, Sachsen seine Frau heiratete, die mit ihm in die USA zog.

## Amerikadeutscher Bund
1936 war er Gründungsmitglied des Amerikadeutschen Bundes, zuvor bereits 1933 Mitglied der Vorgängerorganisationen Friends of New Germany, die im Bund aufging. 1937 nahm er an der  VI. Reichstagung der Auslandsdeutschen in Stuttgart als einer der Kongressleiter teil.
Kunze war Hauptorganisator der Nationalsozialistische Massenkundgebung 1939 im Madison Square Garden und auch einer der Hauptredner. Im Sommer 1939 reiste er mit seiner Familie und 24 weiteren Deutschamerikanern auf Kosten des Reichs auf der Europa als Heimkehrer nach Deutschland und tourte danach einige Wochen durch Deutschland für Propagandazwecke, kehrte aber noch 1939 in die USA zurück, um seine Tätigkeit für den Amerikadeutschen Bund fortzusetzen.
Nach der Verhaftung von Kuhn wegen Unterschlagung von Vermögen des Bundes wurde Kunze zuerst geschäftsführender und später ordentlicher Führer des Bundes. Einen Tag nach Kuhns Verurteilung am 6. Dezember 1939 ließ Kunze Kuhn vom Bund ausschließen.
Am 1. Oktober 1940 erließ die Führung des Bundes unter Kunze die Order No. 37, die sich gegen den Selective Training and Service Act vom 16. September 1940 richtete und alle Bundler aufforderte, sich gegen die erstmals in Friedenszeiten vorgeschriebene Wehrpflicht zu wehren. Am selben Tag wurde Kunze vom Komitee für unamerikanische Umtriebe als Zeuge vernommen. 1940 wurde er zu einer 14 monatigen Haftstrafe wegen Aufhetzung zum Rassenhass in New Jersey verurteilt, das Urteil aber vor Haftantritt wegen Verstoß gegen die US-Verfassung aufgehoben.
Kunze wurde 1942 mit 23 anderen Mitgliedern des Bundes wegen Verschwörung zur Anstiftung zur Entziehung der Wehrpflicht angeklagt und 1942 nach seiner Rückkehr aus Mexiko auch erstinstanzlich verurteilt, nach zweitinstanzlicher Bestätigung der Verurteilung wurde diese jedoch vom US Supreme Court 1945 aufgehoben.
Am 9. November 1941 trat Kunze als Führer des Bundes zurück.

## Mexiko und Agententätigkeit
Nach dem Eintritt der USA in den Weltkrieg flüchtete Kunze nach Mexiko. Er überquerte die Grenze bei El Paso (Texas) am 8. November 1941 mit Wolfgang Ebell. Im Frühjahr 1942 nahmen Kunze mexikanische Behörden in Gewahrsam, als er beim Auskundschaften von Schiffsbewegungen in Boca del Río (Veracruz) aufgegriffen wurde. Er hatte ein Boot mit umfangreichen Vorräten erworben, um über die Karibik und die Azoren nach Deutschland zu flüchten. Tatsächlich wurde er von Mexiko an die USA ausgeliefert und in Connecticut als Spion angeklagt und zu 15 Jahren Gefängnis verurteilt.